# Chronologie des sacres des rois de France

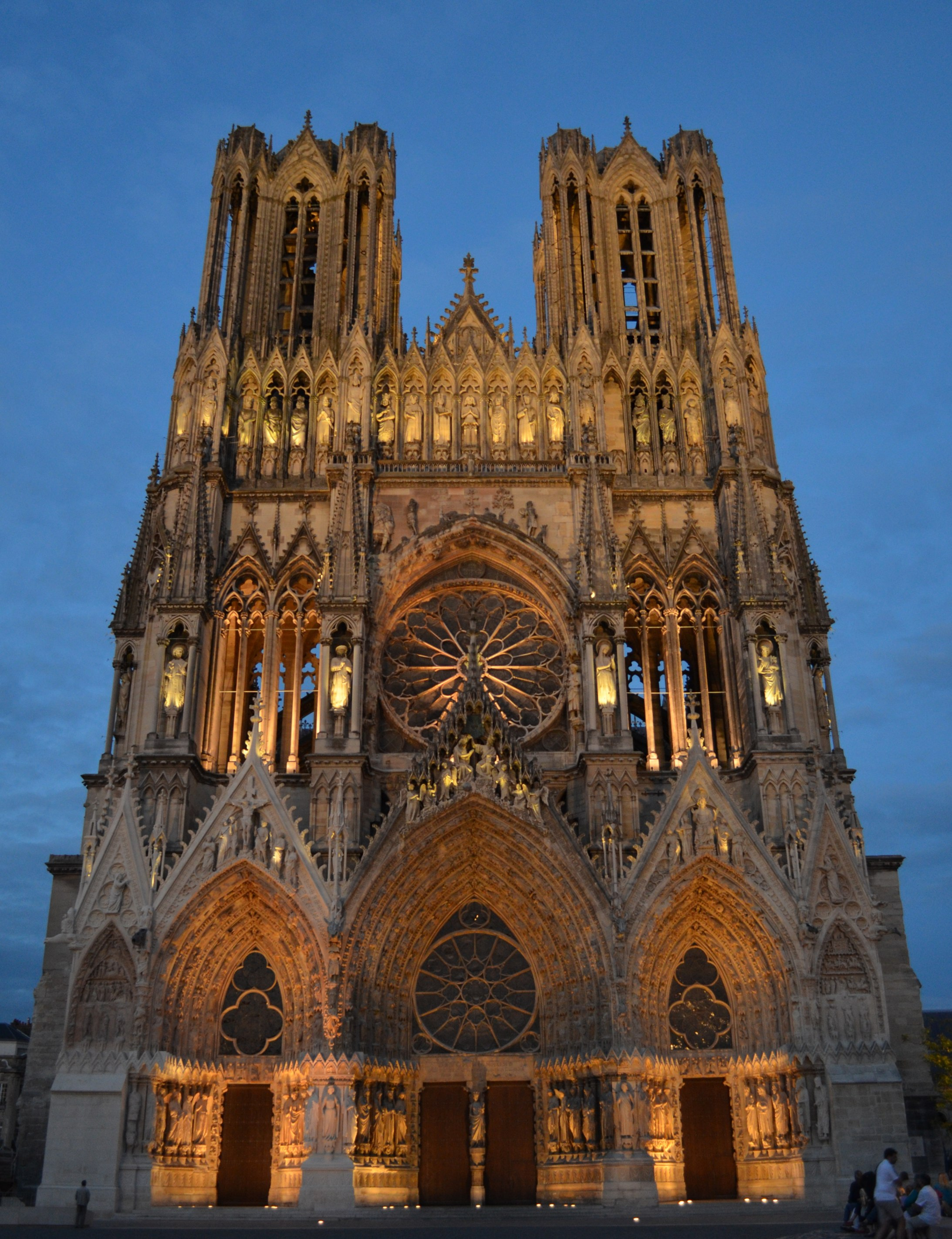
Cathédrale Notre-Dame de Reims

Chronologie des sacres des rois de France depuis Pépin le Bref jusqu'à Charles X.
Trente-cinq rois le furent à Reims.

## Carolingiens
- En 751 : Pépin le Bref, à Soissons
- Dimanche 28 juillet 754, deuxième sacre de Pépin le Bref à Saint-Denis par le pape Étienne II qui sacre aussi Charlemagne et son frère Carloman Ier.
- Dimanche 5 octobre 816 : Louis Ier le Pieux sacré par le pape Étienne IV à Reims (1)
- Mercredi 6 juin 848 : Charles le Chauve, à Orléans
- Dimanche 8 décembre 877 : Louis II le Bègue, à Compiègne
- Dimanche 7 septembre 878 : Louis II le Bègue, à Troyes deuxième sacre par le pape Jean VIII
- En septembre 879 : Louis III, à Ferrières-en-Gâtinais
- En septembre 879 : Carloman II, à Ferrières-en-Gâtinais
- Jeudi 29 février 888 : Eudes (Robertien), à Compiègne. Un deuxième sacre[1] le 13 novembre 888 à Reims (2)
- Dimanche 28 janvier 893 : Charles III le Simple, à Reims (3)
- Dimanche 30 juin 922 : Robert Ier (Robertien), à Reims (4)
- Dimanche 13 juillet 923 : Raoul (Bosonide), à Soissons
- Dimanche 19 juin 936 : Louis IV, à Laon
- Dimanche 12 novembre 954 : Lothaire, à Reims (5)
- Dimanche 8 juin 979 : Louis V, à Compiègne

## Capétiens directs
- Dimanche 3 juillet 987 : Hugues Capet, à Noyon
- Dimanche 25 décembre 987 : Robert II le Pieux, à Orléans
- Dimanche 9 juin 1017 : Hugues II, à Compiègne. Mort en 1025, ce fils de Robert II n'a pas régné.
- Dimanche 14 mai 1027 : Henri Ier, à Reims (6).
- Dimanche 23 mai 1059 : Philippe Ier, à Reims (7). Un deuxième sacre à Laon en 1071
- Lundi 3 août 1108 : Louis VI, à Orléans
- Dimanche 14 avril 1129 : Philippe, à Reims (8). Mort accidentellement en 1131, ce fils de Louis VI n'a pas régné.
- Dimanche 25 octobre 1131 : Louis VII, à Reims (9) du vivant de son père, par le pape Innocent II. Deuxième sacre le mardi 25 décembre 1137 à Bourges.
- Jeudi 1er novembre 1179 : Philippe II Auguste, à Reims (10)
- Dimanche 6 août 1223 : Louis VIII le Lion, à Reims (11).
- Dimanche 29 novembre 1226 : Louis IX : Saint Louis, à Reims (12)
- Samedi 15 août 1271 : Philippe III le Hardi, à Reims (13)
- Dimanche 6 janvier 1286 : Philippe IV le Bel, à Reims (14)
- Dimanche 24 août 1315 : Louis X le Hutin, à Reims (15)
- Dimanche 9 janvier 1317 : Philippe V le Long, à Reims (16)
- Dimanche 21 février 1322 : Charles IV le Bel, à Reims (17)

## Valois
- Dimanche 29 mai 1328 : Philippe VI de Valois, à Reims (18).
- Dimanche 26 septembre 1350 : Jean II le Bon, à Reims (19).
- Dimanche 19 mai 1364 : Charles V, à Reims (20).
- Dimanche 4 novembre 1380 : Charles VI, à Reims (21).
- Dimanche 17 juillet 1429 : Charles VII, à Reims (22)
- Samedi 15 août 1461 : Louis XI, à Reims (23).
- Jeudi 30 mai 1484 : Charles VIII, à Reims (24).
- Dimanche 27 mai 1498 : Louis XII, à Reims (25).
- Jeudi 25 janvier 1515 : François Ier, à Reims (26)
- Mardi 26 juillet 1547 : Henri II, à Reims (27).
- Lundi 21 septembre 1559 : François II, à Reims (28).
- Jeudi 15 mai 1561 : Charles IX, à Reims (29).
- Dimanche 13 février 1575 : Henri III, à Reims (30).

## Bourbons
- Dimanche 27 février 1594 : Henri IV, à Chartres
- Dimanche 17 octobre 1610 : Louis XIII, à Reims (31).
- Dimanche 7 juin 1654 : Louis XIV, à Reims (32).
- Dimanche 25 octobre 1722 : Louis XV, à Reims (33).
- Dimanche 11 juin 1775 : Louis XVI, à Reims (34).
- Dimanche 29 mai 1825 : Charles X, à Reims[2]  (35).

## Double monarchie franco-anglaise
- Dimanche 16 décembre 1431 : Henri VI d'Angleterre sacré roi de France à Notre-Dame de Paris[3].